# سنچولی
طایفه سنچولی یکی از طوایف بزرگ سیستانی در استان‌های سیستان و بلوچستان، خراسان، و گلستان در ایران است.

## ریشه‌شناسی
سَنچولی مرکب از دو واژهٔ سنگ و چول (به معنای بیابان) کنایه از مرد جنگجو و مقاوم است، که بر اثر گذر زمان و برای سهولت در تلفظ (گ) در برخی از مناطق ایران حذف شده‌است.

## تاریخچه
از این طایفه شجره‌نامهٔ مکتوب و مستندی در دست نیست، و اطلاعات به صورت سینه‌به‌سینه به نسل فعلی انتقال یافته‌است. اعضای این طایفه خود را از اعقاب سلجوقیان می‌شمارند و عقیده دارند که زادگاه اولیهٔ اجدادشان جلگهٔ سلجوقیان بوده و جای این جلگه را پایین‌تر از خواف که توابع تربت جام یعنی احمدآباد صولت کنونی است، مشخص می‌کنند.
طبق روایت قومی، یک رخداد عشقی سبب می‌شود که جد بزرگ آن‌ها به نام «رئیس» بیگی با وجود داشتن دو زن که هر دو دختر عموهای وی بودند ترک دیار نموده و به زابل کوچ کند و در آنجا با دختری که در اصل سیستانی بوده آشنا شود. پدر دختر با ازدواج وی و دخترش روی خوش نشان نمی‌دهد و سرسختانه به مخالفت برمی‌خیزد اما رئیس بیگی با پافشاری و لجاجت بسیار، علی‌رغم این مخالفت، با دختر ازدواج می‌کند و در محل سنگل یا سرسنگ کنونی که در جنوب غربی کوه خواجه زابل واقع است به کار دامداری مشغول می‌گردد.
در داستان قومی طایفه، رئیس بیگی مرد مقتدری است که در حاشیه کار دامداری موفق به ساختن قلعه مستحکمی (ارگ) در جنوب غربی کوه خواجه می‌شود که قلعه کوه (ارگی که بر روی بلندی قرار دارد) در خاطره‌ها باقی مانده‌است. ظاهراً پس از ساختن این قلعه است که بین ملک کیانی و رئیس بیگی رقابت و درگیری ایجاد می‌شود و کار به محاصره و گرفتن ارگ (قلعه) می‌انجامد. این پیشنهاد که در واقع نوعی تحقیر و تمسخر به حساب می‌آید و کیانی را مصمم به تسخیر قلعه و تأدیب رئیس بیگی می‌کند. اما چون تسخیر قلعه امری مشکل بود، پدر زن رئیس بیگی که کینه ازدواج اجباری دخترش را از یاد نبرده بود دست به کار شده با جمعی از مردان ملک کیانی به هیئت و شکل صیاد و ظاهراً برای فروش پرندگان دریایی به نام «قلک» به پشت دروازه آمده و چون دروازه گشوده شد با تفنگ‌های فیتیله‌ای قلعه را تصرف کردند. تصرف ارگ به قیمت جدائی رئیس بیگی از همسرش تمام شد و پسر خود را که محمد قاسم نام داشت از این زن گرفت.و فامیل محمد قاسمی که ساکن میانکنگی  و امامیه زابل و قرق  علی اباد کتول و تهران ساکن هستن
سنچولی‌ها که طایفه خود را از باز ماندگان بلافصل سلجوقیان می‌دانند پس از ورود به ایران در دو ناحیهٔ خراسان و کرمان متمرکز می‌شوند که طایفهٔ مذکور از بازماندگان سلاجقهٔ کرمان هستند.
دلیل یا سند روشنی برای ریشهٔ نژادی سنچولی‌ها از تیرهای موجود در جلگهٔ سلجوقی که امروزه به نام‌های سنگچولی، سلجوقی، تقدیسی، اسکندری و تیموری در پایین خواف زندگی می‌کند وجود ندارد؛ بنابراین پذیرفتن این قضیه که ریشهٔ نژادی سنچولی‌ها از سلاجقهٔ کرمان است چندان نامعقول به نظر نمی‌رسد.

## تیره‌ها
امروزه از رئیس بیگی تیره‌های خوشداد، حسین اختاد (خداداد) یا حسین دینار، صدیف و محمد قاسمی و رضایی وجود دارند. از نظر اسمی یا از نظر محل سکونت سنچولی‌های سیستان به پنج تیره (شاخه) زیر تقسیم می‌شوند:
- تیرهٔ سیک (سیک چولی یا سنچولی) ساکنین طلایی زابل
- تیرهٔ ملک جعفری‌ها ساکنین ده سنچولی شیب آب تا منطقهٔ میان کنگی زابل
- تیرهٔ سرگل ساکنین قریه گوری و توابع سیستان
- تیرهٔ دو کله که قومیت با صدیف دارند در میان کنگی و برخی از جاهای دیگر سیستان پراکنده‌اند.
- تیرهٔ رضایی که قبلاً در قریه ریگ آب زابل و بعد از آن در شهر زابل در محله حسین اباد و حیدر اباد فتح الله، زاهدان، شهرستان سرخس و نواحی شمالی ایران ترکمن صحرا نقل مکان نموده‌اند[۸]